# Abietinaria crassiparia
Abietinaria crassiparia is een hydroïdpoliep uit de familie Sertulariidae. De poliep komt uit het geslacht Abietinaria. Abietinaria crassiparia werd in 1960 voor het eerst wetenschappelijk beschreven door Naumov. 